# The Heat (Jesse Malin)
The Heat è il secondo album dell'artista rock Jesse Malin. È stato pubblicato il 29 giugno 2004 con l'etichetta Artemis Records.

## Tracce
1. Mona Lisa
2. Swinging Man
3. Silver Manhattan
4. Arrested
5. Since You're In Love
6. Going Out West
7. Scars Of Love
8. New World Order
9. About You
10. Block Island
11. Basement Home
12. Hotel Columbia
13. Indian Summer
14. God's Lonely People